# FIFA 19
FIFA 19 est un jeu vidéo de football développé par EA Canada et EA Bucarest, édité par EA Sports, sorti le 28 septembre 2018 sur Nintendo Switch, PC, PlayStation 3, PlayStation 4, Xbox One et Xbox 360. Il s'agit du vingt-sixième opus de la franchise FIFA développé par EA Sports
L’international portugais Cristiano Ronaldo figure une année de plus sur la jaquette du jeu tandis que l'international brésilien Neymar figure sur les éditions Champions et Ultimate du jeu. Cependant, Ronaldo sera retiré de la jaquette quelques mois plus tard à la suite d'une accusation de viol à son encontre. Il est remplacé par Kevin de Bruyne, Neymar et Paulo Dybala.
Il s'agit du troisième opus de la série FIFA, après FIFA 17 et FIFA 18, utilisant le moteur de jeu Frostbite.
Il est le dernier jeu de la série sorti sur PlayStation 3 et Xbox 360.

## Système de jeu

### Généralités
FIFA 19 est un jeu de football.
La version du jeu sur Nintendo Switch a reçu un gameplay spécial, n'ayant pas la capacité de faire tourner le moteur de jeu Frostbite.
Contrairement, aux précédents opus de FIFA, la sélection masculine brésilienne ne comporte aucun des véritables joueurs du Brésil, à l'exception de la star Neymar le seul vrai joueur présent avec le maillot de la Seleção.

### Modes de jeu

#### Carrière
Le mode Carrière est présent depuis FIFA 07 (sorti en 2006). Ce mode consiste à choisir un club parmi n'importe championnat disponible dans le jeu. Par la suite, le joueur a le choix de vivre sa carrière soit en tant que manager, en tant que joueur de football ou dans un rôle mixte ; chacun de ces rôles ayant des possibilités différentes[réf. nécessaire].
La carrière en tant que manager s'étend sur 15 saisons, c'est-à-dire de 2018 à 2033. Le manager est amené à recruter d'autres joueurs et à les faire évoluer à travers des entraînement spécifiques. Un centre de formation est également disponible afin de recruter de jeunes joueurs et de les faire évoluer au maximum de leur potentiel[réf. nécessaire].

#### Ligue des Champions et Ligue Europa
FIFA 19 hérite des licences de la Ligue des Champions et de la Ligue Europa, deux licences que Konami possédait auparavant mais qu'elle vient de perdre à l'occasion du jeu PES 2019. Cette information a été confirmée par le commentateur de la version néerlandaise du jeu Evert Ten Napel. Ainsi, en juin 2018, Electronics Arts officialise les licences en amenant sur le plateau de l’E3 le vrai trophée de Ligue des champions. Néanmoins, les versions PlayStation 3 et Xbox 360 du jeu ne comportent ni la Ligue des Champions, ni la Ligue Europa,[source insuffisante].

#### The Journey
Le mode The Journey, introduit dans FIFA 17, avec Alex Hunter, Kim Hunter et Danny Williams, revient dans ce nouvel opus sous le titre The Journey : Champions. Toutefois, ce mode ne sera plus dans les opus suivants car Electronics Arts a prévu que The Journey soit une trilogie.
Histoire
Après une récapitulation des événements du précédent voyage, le jeu commence avec Alex Hunter, sa demi-sœur Kim et Danny Williams, qui regardent une vidéo du grand-père de Hunter, Jim Hunter, inscrivant son 100e but en carrière pour son club en première division. match à Coventry City . Après cela, les jeux se dérouleront à l'été 2018, où ils s'entraîneront avec leur équipe pour le tournoi amical de pré-saison qui se tiendra au Japon - se terminant avec les équipes d'Alex et Danny se faisant face lors de la finale du tournoi.Kim est à Los Angeles pour s'entraîner avec les États-Unis en vue de la prochaine Coupe du Monde de la FIFA, en France, et forme rapidement un partenariat avec son coéquipier Alex Morgan . Alex rencontre également Beatriz Villanova, l'agent de football qui l'a contacté à la fin du voyage précédent - lui promettant de faire d'Alex une icône du football mondial. Elle tient sa promesse et informe Alex que le Real Madrid lui a offert un contrat de cinq ans qu'il accepte et qu'il se rend en Espagne dans son nouveau club.Les équipes d'Alex et de Danny se démarquent de leurs groupes en Ligue des champions et se retrouvent aux antipodes de la fourchette.À ce stade, Alex est devenu de plus en plus pris dans les obligations de ses agents en matière de marque et de sponsor et la renommée croissante commence à creuser un fossé entre sa famille. On voit encore cela lorsque Kim vient rendre visite à Alex avant la Coupe du monde et qu'Alex ne vienne pas la chercher à l'aéroport car il est trop occupé par sa nouvelle marque de vêtements, à la grande consternation de Kim et de sa mère. Pour cette raison, Alex est retiré du onze de départ et remplace son remplaçant avant le premier match éliminatoire de la Ligue des champions, ce qui signifie qu'il doit se frayer un chemin jusqu'à la formation de départ pour regagner la confiance de son entraîneur. Danny a également des problèmes d’agent, son ami Ringo et son agent se disputant le fait qu’il souhaite une nouvelle maison ou non, le joueur ayant le choix de choisir la personne avec laquelle il se range. Néanmoins, leurs deux équipes se rendent en demi-finale de la compétition.
Kim, de son côté, a réussi à se qualifier pour la Coupe du monde en France et sa force de frappe avec Morgan continue de croître.Cependant, à la suite d'une dispute à propos de sa chute sur le banc, Kim est retirée de la formation de départ et est presque renvoyée à la maison. Toutefois, en raison de son niveau impressionnant de compétence pour son âge, le manager lui donne un vote de confiance et commence le dernier match de groupe, permettant ainsi à l'équipe de se qualifier pour les huitièmes de finale. Alex et Beatriz viennent ensuite rendre visite à Kim avant le premier match à élimination directe et Beatriz, impressionnée par les capacités de Kim, lui dit qu'elle devrait devenir pro et ne pas aller à l'université. Malgré le rejet de cette idée par son père au fur et à mesure que l'équipe progresse, il en revient plus à l'idée. Pendant ce temps, en Ligue des champions, Alex affronte la Juventus et Danny fait face à nouveau aux côtés de son frère. Les deux défaites leurs rivaux et progressent vers la finale de la Ligue des champions. Danny et Terry se réconcilieront à la fin du match.
En France, Kim se prépare pour la finale de la Coupe du monde contre le Canada, même s'il a failli être renoncé à la compétition parce que l’entraîneuse a appris qu'elle discutait de contrats professionnels, ce qu'un joueur ne peut pas faire en mission internationale. Si Kim remporte la finale contre le Canada, elle et son équipe célèbrent la quatrième victoire des États-Unis en Coupe du monde et font de la nation la première équipe de l'histoire de la Coupe du Monde féminine à conserver le trophée. Elle laisse entendre qu'elle a signé un contrat professionnel avec un club et déménage. hors de Los Angeles. Si elle perd, elle va au collège pour finir ses études, même si elle espère tout de même devenir professionnelle un jour. Ensuite, le match passe à la finale de la Ligue des champions 2019 au Wanda Metropolitano de Madrid, où le Real Madrid affrontera l'équipe de Danny en Premier League . Quel que soit le vainqueur de la finale, le personnage perdant prend gracieusement sa défaite alors que l’autre célèbre son sacre de la meilleure équipe de clubs d’Europe. Le jeu se termine avec Jim qui dit à Alex qu'il n'a jamais été aussi fier de lui et que, lorsqu'il prendra sa retraite, il deviendra le plus grand Hunter de tous les temps, mettant ainsi un terme au voyage d'Alex Hunter.

#### Nouveautés
FIFA 19 propose une révision dans la manière de contrôler les joueurs, appelé Active Touch System, qui permet des mouvements plus précis. Grâce à la technologie du timing chronométré, le bouton de tir peut être pressé une seconde fois pour déterminer le moment exact du coup de pied. Grâce au 50/50, le jeu enregistre la probabilité qu'un joueur gagne ou perde la balle. Enfin, les tactiques dynamiques permettent aux joueurs de configurer des stratégies et de basculer entre elles en temps réel pendant un match.
Comme ce fût déjà le cas pour FIFA 18, les versions Xbox 360 et Playstation 3 du jeu ne comportent pas ces nouvelles fonctionnalités. En effet, seule l'identité visuelle du jeu présente une innovation avec un menu et une interface de jeu redessinés,[source insuffisante].

## Développement
Dans cette nouvelle édition de FIFA, EA Sports a décidé de réutiliser le moteur de jeu Frostbite (mis en place depuis FIFA 17) pour ainsi améliorer l'expérience visuelle du joueur avec notamment une météo dynamique, une foule plus réactive, des joueurs plus réalistes et une capture de mouvement soignée et complète de chaque joueur présent sur le terrain.
Une démo du jeu est sortie le 13 septembre.

## Bande-son
La playlist de la bande-son est constituée de 43 chansons avec des artistes et groupes tels que Gorillaz, Crystal Fighters ou encore Childish Gambino,. Par ailleurs, la bande originale, accompagnant le mode de jeu Aventure, est composée par Hans Zimmer et Lorne Balfe,.
| 1.  | Beautiful People                        | Andreya Triana                                           | ? |
| 2.  | Island Life                             | Atomic Drum Assembly                                     | ? |
| 3.  | Big Dreams                              | Bakar                                                    | ? |
| 4.  | Jackie Chan                             | Bantu, Dr. Chaii                                         | ? |
| 5.  | Tribe                                   | Bas feat. J. Cole                                        | ? |
| 6.  | Take It Easy                            | BC Unidos feat. U.S. Girls, Ledinsky                     | ? |
| 7.  | It's Not This                           | Bearson feat. Lemaitre, Josh Pan                         | ? |
| 8.  | You should see me in a crown            | Billie Eilish                                            | ? |
| 9.  | Heaven Only Knows                       | Bob Moses                                                | ? |
| 10. | Peach                                   | Broods                                                   | ? |
| 11. | Ordinary People                         | Bugzy Malone                                             | ? |
| 12. | Feels Like Summer                       | Childish Gambino                                         | ? |
| 13. | Out The Window                          | Confidence Man                                           | ? |
| 14. | City Looks Pretty                       | Courtney Barnett                                         | ? |
| 15. | Another Level                           | Crystal Fighters                                         | ? |
| 16. | Gold Rush                               | Death Cab For Cutie                                      | ? |
| 17. | Pockets                                 | Easy Life                                                | ? |
| 18. | Habibi                                  | Ghali                                                    | ? |
| 19. | Losing You (Baio Remix)                 | Gizmo Varillas, Baio                                     | ? |
| 20. | Sorcererz                               | Gorillaz                                                 | ? |
| 21. | Everytime I Run                         | Husky Loops feat. MEI, Count Counsellor                  | ? |
| 22. | Love Ain’t Enough                       | Jacob Banks                                              | ? |
| 23. | Beat 54 (All Good Now)                  | Jungle                                                   | ? |
| 24. | Water with Mahalia & Swindle            | Kojey Radical                                            | ? |
| 25. | Porro Maracatu (TOY SELECTAH Remix)     | LADAMA                                                   | ? |
| 26. | Pa’lante                                | Lao Ra                                                   | ? |
| 27. | Warm It Up                              | Logic feat. Young Sinatr                                 | ? |
| 28. | Genius                                  | LSD (Labrinth, Sia, Diplo)                               | ? |
| 29. | Violet City                             | Mansionair                                               | ? |
| 30. | No/Me                                   | Consistent                                               | ? |
| 31. | Drama                                   | NoMBe feat. Big Data                                     | ? |
| 32. | Tom & Jerry                             | Ocean Wisdom                                             | ? |
| 33. | Lightning                               | Octavian                                                 | ? |
| 34. | Play God                                | Sam Fender                                               | ? |
| 35. | Truth Is                                | Stealth                                                  | ? |
| 36. | Where No One Knows Your Name            | Stereo Honey                                             | ? |
| 37. | Blue Light                              | SUN SILVA                                                | ? |
| 38. | Good To Be Home                         | Tom Misch feat. Loyle Carner, Barney Artist, Rebel Kleff | ? |
| 39. | Sway                                    | Tove Styrke                                              | ? |
| 40. | 1000 Opera Singers Working In Starbucks | Wovoka Gentle                                            | ? |
| 41. | Musika                                  | Yolanda Be Cool feat. Kwanzaa Posse                      | ? |
| 42. | Border Girl                             | Young Fathers                                            | ? |
| 43. | It Makes You Forget (Itgehane)          | Peggy Gou                                                | ? |

## Version old gen
En 2013 Blake Jorgensen (responsable financier chez Electronic Arts) annonce qu'EA continuera à publier des jeux sur la génération PlayStation 3/Xbox 360 jusqu'en 2017. Et alors que début 2018, l'éditeur précise que les ventes sur ces supports ne concernent plus que 2% du chiffre global de la franchise, EA sort contre toute-attente une version de FIFA 19 sur les anciennes machines de Microsoft et Sony.
Si cette version dispose de l'intégralité des équipes et de la bande son, elle est dépourvue de la ligue des champions, du mode aventure, et des différents modes coups d'envoi. Dans l'ensemble, il s'agit d'une copie de FIFA 18, lui-même copie de FIFA 17.
La sortie de la version old gen sera relativement peu relayée par la presse et l'éditeur ne communiquera pas sur celle-ci. Les différentes publicités n'indiquant jamais les mentions PlayStation 3 ou Xbox 360. 
Il sera par ailleurs le dernier jeu paru sur PS3, et l'avant dernier paru sur Xbox 360.

## Accueil
- Canard PC : 7/10[15]